# 荃灣公共圖書館
荃灣公共圖書館是位於香港新界荃灣的公共圖書館，亦是香港主要公共圖書館之一。

## 歷史
荃灣公共圖書館起初位於福來邨永康樓地下，為新界首間圖書館。
隨著荃灣區和新界西其他地區發展，區域市政局在1980年代末決定在區內興建一中央圖書館（即現時康文署分類下的主要圖書館），選址荃灣政府合署大樓，新大樓前身為木棉下村。局方曾考慮將之命名為「荃灣中央圖書館」（Tsuen Wan Central Library）或「區域市政局中央圖書館」（Regional Council Central Library），後來因後者易與沙田及屯門兩所中央圖書館混淆，因此決定使用前者。1990年6月22日，建築署跟承建商簽訂該政府大樓的合約，注資2.58億港元。它由前區域市政局籌劃及管理。啟用時為當時香港最大的圖書館。1993年7月17日，荃灣中央圖書館啟用。23日，舉辦開幕禮，由港督彭定康主持。
1997年，沙田中央圖書館和荃灣中央圖書館成為香港使用人數前列的公共圖書館。2000年8月，圖書館新設了電腦資訊中心。2008年4月左右，新增了無線網絡服務。2019年5月，康文署向荃灣區議會提交文件，計劃分階段翻新圖書館，由佔地3層改為佔地5層。包括將6樓至7樓的辦公室及後勤設施重新規劃，改為成人圖書館、多媒體資料圖書館和電腦資訊中心，同時在3至7樓增設一部升降機方便市民出入。工程同時會更換破舊多時的固定裝置和家具、改善無障礙通道、增設洗手間、育嬰室及飲水機等。預計工程需時兩年半。翻新工程於2021年7月正式展開。

## 設施
荃灣公共圖書館位於荃灣政府合署的底層，面積約3,000平方米。分為成人圖書館、兒童圖書館、報刊閱覽部等區域。新館在1993年啟用時成人圖書館收藏了約130,000本書籍，兒童圖書館則有約52.000本。
| 7樓  | 電腦資訊中心、多媒體資料圖書館                      |  |
| 6樓  | 成人圖書館、洗手間                                  |  |
| 5樓  | 兒童圖書館、推廣活動室、洗手間                      |  |
| 4樓  | 借還書處、學生自修室、 衣物間、圖書館出入口、洗手間 |  |
| 3樓  | 報刊閱覽部、咖啡閣、參考圖書館、 圖書館辦公室       |  |
| 地下 | 上落貨區                                            |  |

## 外部連結
- 荃灣公共圖書館 （页面存档备份，存于）